# Catedral de San José (Burlington)
La Concatedral de San José  (en inglés: Co-Cathedral of Saint Joseph) es una catedral de la Iglesia católica en los Estados Unidos. Se localiza Burlington, Vermont, y sirve a los fieles católicos de la diócesis de Burlington. La iglesia madre es la catedral de la Inmaculada Concepción en Burlington.
La Iglesia original de San José fue la primera parroquia franco canadiense en los Estados Unidos, fundada en 1850. La catedral fue construida para servir a la creciente población canadiense de habla francesa que había emigrado a la parte norte de Burlington durante mediados del siglo XIX.
El edificio fue diseñado en 1883 por un arquitecto autodidacta oriundo de Montreal, Quebec Joseph Michaud. La primera piedra fue colocada el 4 de julio de 1884. La iglesia se dedicó en la fiesta de San Juan Bautista (Fête de la Saint-Jean-Baptiste o St. Jean The Baptist Day) el 24 de junio de 1887, y fue bendecida por el arzobispo de Montreal, Édouard-Charles Fabre. 
La iglesia fue diseñada para dar cabida a más de 1200 fieles. 

## Véase también

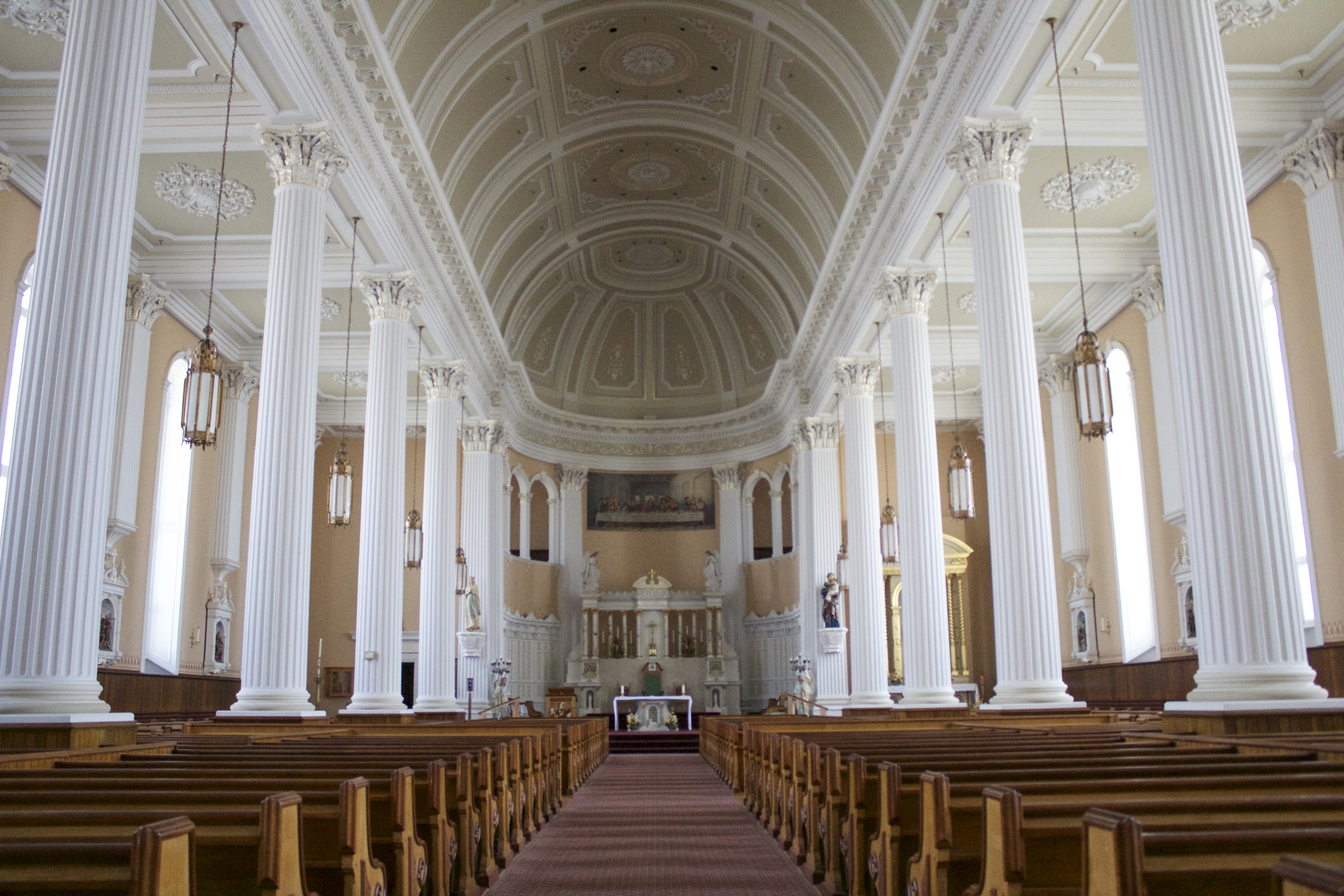
Vista interna